# Râul Hindicu
Râul Hindicu este un curs de apă, afluent al râului Gologanu. 